# Parobisium muchonggouense
Espèce
Parobisium muchonggouense est une espèce de pseudoscorpions de la famille des Neobisiidae.

## Distribution
Cette espèce est endémique du Yunnan en Chine. Elle se rencontre dans le xian de Zhenxiong dans la grotte Muchonggou.

## Description
La femelle holotype mesure 4,66 mm.

## Étymologie
Son nom d'espèce, composé de magang et du suffixe latin -ense, « qui vit dans, qui habite », lui a été donné en référence au lieu de sa découverte, la grotte Muchonggou.

## Publication originale
- Zhang, Feng & Zhang, 2020 : « Two new cave-dwelling pseudoscorpions (Pseudoscorpiones: Neobisiidae: Parobisium) from Yunnan, China. » Zootaxa, no 4834(1), p. 107-120.